# Sofia di Turingia
Sofia di Turingia (Wartburg, 20 marzo 1224 – Marburgo, 29 maggio 1275) è stata una nobile tedesca, duchessa consorte del Brabante e di Lorena.

## Origine
Secondo la Genealogia Ducum Brabantiæ Heredum Franciæ, Sofia era la figlia di Ludovico IV di Turingia, langravio di Turingia, e di Elisabetta d'Ungheria, figlia di Andrea II il Gerosolimitano, re di Ungheria, Galizia e Lodomiria, e della sua prima moglie Gertrude di Merania e sorella del re di Ungheria, Béla IV, come ci conferma il Hermanni Altahenses Annales. Appartenenva dunque alla dinastia Ludovingia.
Ludovico IV di Thuringia, secondo la Cronica Reinhardsbrunnensis era figlio di Ermanno I e di Sofia di Baviera.

## Biografia
La Cronica Reinhardsbrunnensis ricorda che Sofia fu partorita a Wartburg, il 20 marzo 1224, dalla madre Elisabetta.
Nel 1227 suo padre, che partecipava alla sesta crociata, si ammalò a Brindisi e morì a Otranto e lo zio di Sofia (fratello del padre), Enrico Raspe, divenne il tutore del fratello di Sofia, Ermanno II di Turingia, e quando quest'ultimo, nel 1241, morì, gli subentrò nel titolo di Langravio di Turingia.
In quello stesso anno (1241) Sofia secondo la Genealogia Ducum Brabantiæ Heredum Franciæ sposò il duca di Brabante, Enrico II; che era vedovo di Maria di Svevia, morta nel 1235, a Lovanio; Enrico II di Brabante sempre secondo la Genealogia Ducum Brabantiæ Heredum Franciæ era il figlio maschio primogenito del duca della Bassa Lorena, conte di Lovanio e primo duca di Brabante, Enrico I e di Matilde di Lorena, che era figlia del conte di Boulogne, Matteo di Lorena, come conferma la Flandria Generosa (Continuatio Bruxellensis), che precisa che era la figlia femmina secondogenita ed era figlia della contessa di Boulogne, Maria, che secondo il cronista e monaco benedettino inglese, Matteo di Parigi, nel suo Matthæi Parisiensis, Monachi Sancti Albani, Chronica Majora, Vol. II era la figlia del re d'Inghilterra, Stefano di Blois e di Matilde di Boulogne.
Suo marito, Enrico morì nel 1248: secondo gli Annales Sancti Pantaleonis Coloniensis, morì nel mese di gennaio (1248 Henricus dux Brabantiae morituri in Ianuario), mentre secondo gli Annales Parchenses, morì nel 1247 (1247 Heinricus II dux moritur), a 40 anni e gli succedette il figlio di primo letto, Enrico.
Dopo la morte dello zio, Enrico Raspe, Langravio di Turingia, si accese una disputa per la successione (Guerra di successione della Turingia), che, dopo circa 17 anni, portò ad una divisione dell'eredità e suo figlio, Enrico divenne il primo langravio d'Assia.
Sofia morì il 29 maggio 1275, a Marburgo, come ci viene confermato dal Kalendarium Necrologicum Thuringicum (non consultato).

## Discendenza
Sofia a Enrico diede due figli:
- Enrico, (1244 – 1308), primo langravio d'Assia e capostipite dell'omonimo casato[1];
- Elisabetta (1243 – 1261), andata sposa nel 1254 ad Alberto I, duca di Brunswick, a cui non diede figli[1].

## Ascendenza
|                         |                     |                          | Genitori                         |  |  | Nonni |  |  | Bisnonni                |  |  | Trisnonni              |  |
|                         |                     |                          |                                  |  |  |       |  |  | Ludovico II di Turingia |  |  | Ludovico I di Turingia |  |
|                         |                     |                          |                                  |  |  |       |  |  | Ludovico II di Turingia |  |  | Ludovico I di Turingia |  |
|                         |                     | Edvige di Gudensberg     |                                  |  |  |       |  |  | Ludovico II di Turingia |  |  |                        |  |
| Ermanno I di Turingia   |                     |                          |                                  |  |  |       |  |  | Ludovico II di Turingia |  |  |                        |  |
|                         |                     | Giuditta di Hohenstaufen | Federico II di Svevia            |  |  |       |  |  |                         |  |  |                        |  |
|                         |                     | Giuditta di Hohenstaufen | Federico II di Svevia            |  |  |       |  |  |                         |  |  |                        |  |
|                         |                     | Giuditta di Hohenstaufen | Agnese di Saarbrücken            |  |  |       |  |  |                         |  |  |                        |  |
| Ludovico IV di Turingia |                     | Giuditta di Hohenstaufen |                                  |  |  |       |  |  |                         |  |  |                        |  |
|                         |                     | Ottone I di Baviera      | Ottone IV di Wittelsbach         |  |  |       |  |  |                         |  |  |                        |  |
|                         |                     | Ottone I di Baviera      | Ottone IV di Wittelsbach         |  |  |       |  |  |                         |  |  |                        |  |
|                         |                     | Ottone I di Baviera      | Heilika di Pettendorf-Lengenfeld |  |  |       |  |  |                         |  |  |                        |  |
| Sofia di Wittelsbach    |                     | Ottone I di Baviera      |                                  |  |  |       |  |  |                         |  |  |                        |  |
|                         |                     | Agnese di Loon           | Luigi I di Loon                  |  |  |       |  |  |                         |  |  |                        |  |
|                         |                     | Agnese di Loon           | Luigi I di Loon                  |  |  |       |  |  |                         |  |  |                        |  |
|                         |                     | Agnese di Loon           | Agnese di Metz                   |  |  |       |  |  |                         |  |  |                        |  |
| Sofia di Turingia       |                     | Agnese di Loon           |                                  |  |  |       |  |  |                         |  |  |                        |  |
|                         | Béla III d'Ungheria | Géza II d'Ungheria       |                                  |  |  |       |  |  |                         |  |  |                        |  |
|                         | Béla III d'Ungheria | Géza II d'Ungheria       |                                  |  |  |       |  |  |                         |  |  |                        |  |
|                         | Béla III d'Ungheria | Eufrosina di Kiev        |                                  |  |  |       |  |  |                         |  |  |                        |  |
| Andrea II d'Ungheria    | Béla III d'Ungheria |                          |                                  |  |  |       |  |  |                         |  |  |                        |  |
|                         |                     | Agnese d'Antiochia       | Rinaldo di Châtillon             |  |  |       |  |  |                         |  |  |                        |  |
|                         |                     | Agnese d'Antiochia       | Rinaldo di Châtillon             |  |  |       |  |  |                         |  |  |                        |  |
|                         |                     | Agnese d'Antiochia       | Costanza d'Antiochia             |  |  |       |  |  |                         |  |  |                        |  |
| Elisabetta d'Ungheria   |                     | Agnese d'Antiochia       |                                  |  |  |       |  |  |                         |  |  |                        |  |
|                         |                     | Bertoldo IV d'Andechs    | Bertoldo I d'Istria              |  |  |       |  |  |                         |  |  |                        |  |
|                         |                     | Bertoldo IV d'Andechs    | Bertoldo I d'Istria              |  |  |       |  |  |                         |  |  |                        |  |
|                         |                     | Bertoldo IV d'Andechs    | Edvige di Wittelsbach            |  |  |       |  |  |                         |  |  |                        |  |
| Gertrude di Merania     |                     | Bertoldo IV d'Andechs    |                                  |  |  |       |  |  |                         |  |  |                        |  |
|                         |                     | Agnese di Rochlitz       | Dedi III di Lusazia              |  |  |       |  |  |                         |  |  |                        |  |
|                         |                     | Agnese di Rochlitz       | Dedi III di Lusazia              |  |  |       |  |  |                         |  |  |                        |  |
|                         |                     | Agnese di Rochlitz       | Matilde di Heinsberg             |  |  |       |  |  |                         |  |  |                        |  |
|                         |                     | Agnese di Rochlitz       |                                  |  |  |       |  |  |                         |  |  |                        |  |

### Letteratura storiografica
- Frederick Maurice Powicke, I regni di Filippo Augusto e Luigi VIII di Francia, cap. XIX, vol. V (Il trionfo del papato elo sviluppo comunale) della Storia del Mondo Medievale, 1999, pp. 776–828.